# Euonymus japonicus
Fusain du Japon
Espèce
Classification phylogénétique
Synonymes
The Plant List:
Elaeodendron javanicum Turcz.
Euonymus carrierei Dippel
Euonymus pulchellus Dippel
Euonymus repens Carrière
Masakia japonica (Thunb.) Nakai

Euonymus japonicus ou fusain du Japon est une espèce de plante du genre Euonymus et de la famille des célastracées. C'est un arbuste à feuillage persistant, originaire du Japon qui est à l'origine de formes cultivées introduites dans de nombreuses régions tempérées du monde.

## Étymologie
Euonymus est dérivé du grec ευ eu « bien » et ονομαζω onomazô « nommer », soit « au nom de bon augure » par antiphrase.
Le genre Euonymus a été créé en 1753 (Spec. Plant.) par Carl Linné. Il était déjà employé par l'encyclopédiste romain Pline (H. N., 1, 13, 38; 13, 118) pour désigner peut-être le fusain ou, le terme convenant mal, le Rhododendron flavum L.
L'épithète spécifique japonicus « du Japon » a été employé par le médecin et botaniste suédois Thunberg, le premier botaniste européen à se rendre au Japon en 1775-1776 où, souvent au prix de grands dangers, il réussit à collecter des spécimens de plantes et d'animaux.

## Description
Le fusain du japon est un arbuste à feuillage persistant, pouvant atteindre 3 m de haut, aux rameaux verts, térètes (cylindriques), glabres.
Le feuillage est persistant. Les feuilles opposées comportent un pétiole de 3 à 10 mm et un limbe vert foncé, coriace, brillant, obovale à elliptique, en général de 5-10 x 3-5 cm, avec une marge finement dentée en scie (sauf à la base).

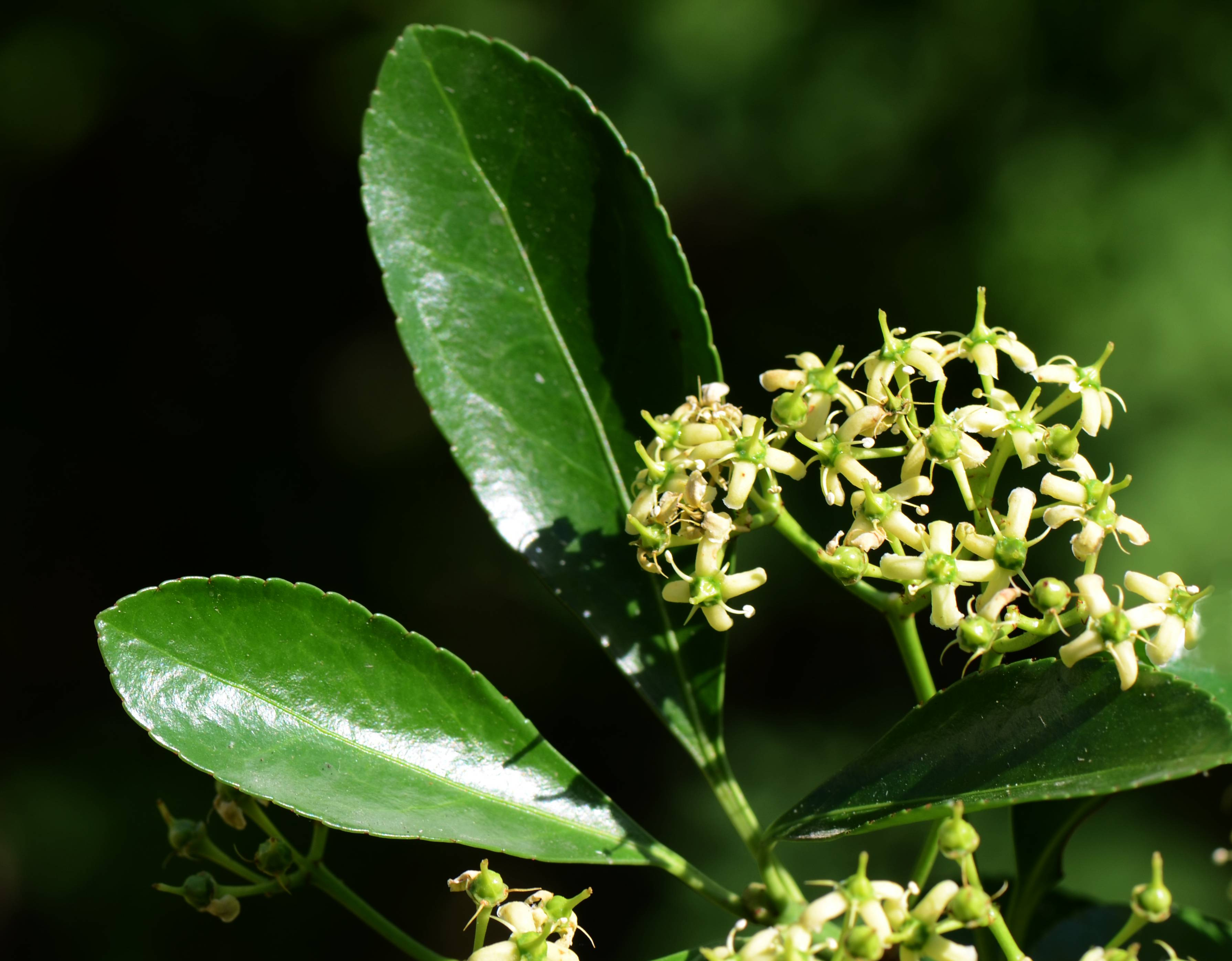
Euonymus japonicus, cyme

L'inflorescence est une cyme unipare en général axillaire parfois terminale, sur les pousses de l'année, avec un pédoncule allant jusqu'à 8 cm, des sous-branches et des pédicelles (4-6 mm). Elle porte une fleur 4-mère, de 5-6 mm de diamètre, de 4 sépales et 4 pétales (verts, jaunâtres ou crème), parfumée, nectarifère.
En France, la floraison a lieu en juin-juillet.
Le fruit est une capsule globuleuse, jaune brunâtre lavé de rose, pourvue d'arille rouge corail, toxique, à 4 carpelles contenant chacun 2 graines noirâtres.
Euonymus japonicus est très semblable à E. fortunei (plus largement répandu en Asie orientale), sa forme sauvage est de port érigé, étalé, alors que E. fortunei est de port grimpant ou procombant.

## Distribution
Son aire d'origine est le Japon.
Il est cultivé en Chine, Inde, Pakistan, Asie du sud-est, Indonésie, Philippines, Europe et Amérique tempérées.
Il a été introduit en Europe vers 1800 et a depuis été fréquemment utilisé pour confectionner des haies mono-espèce dans les parcs et jardins.

## Culture
Le fusain du Japon est un arbuste à feuillage toujours vert, très apprécié des architectes paysagistes pour établir des haies de jardins bien compactes et supportant bien les tailles sévères.
Il trouve aussi sa place en potée sur un balcon ou une terrasse. Il faut alors choisir une variété à faible développement comme E. japonicus 'Arlequin'.
Il n'est pas très exigeant pour le type de sol et résiste bien à la pollution urbaine et au gel.
Il supporte d'être planté à l'ombre, du début de l'automne jusqu'au mois de juin.
Il est, par contre, sensible à l'oïdium et aux cochenilles du fusain (Unaspis euonymi) et peut subir l'attaque de chenilles défoliatrices (Yponomeuta cognagella).
La taille s'effectue au printemps. En culture, l'arbuste peut atteindre 4 m de haut.
Il existe de nombreux cultivars à feuillage panaché
- E. japonicus 'Albomarginatus', aux feuilles à marge jaune
- E. japonicus 'Aureo pictus', port érigé de 2 à 3 m de haut, irrégulièrement maculé de jaune
- E. japonicus 'Benkomasaki' est une obtention japonaise, au port fastigié, de 1 à 1,50 m de haut
- E. japonicus 'Compactus', au port conique de 1 à 2 m de haut

etc.

## Photos

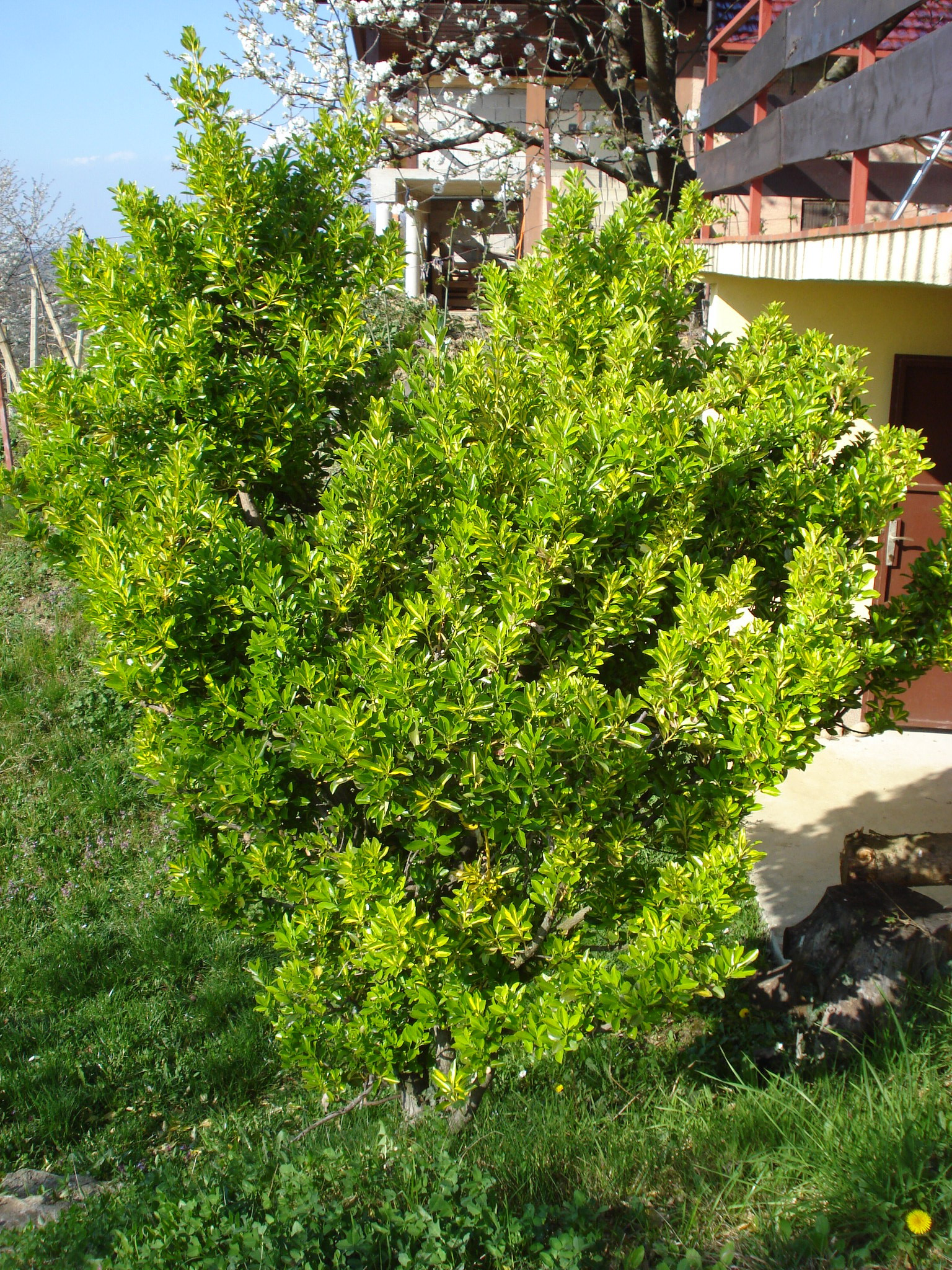
E. japonicus, port érigé (non taillé)
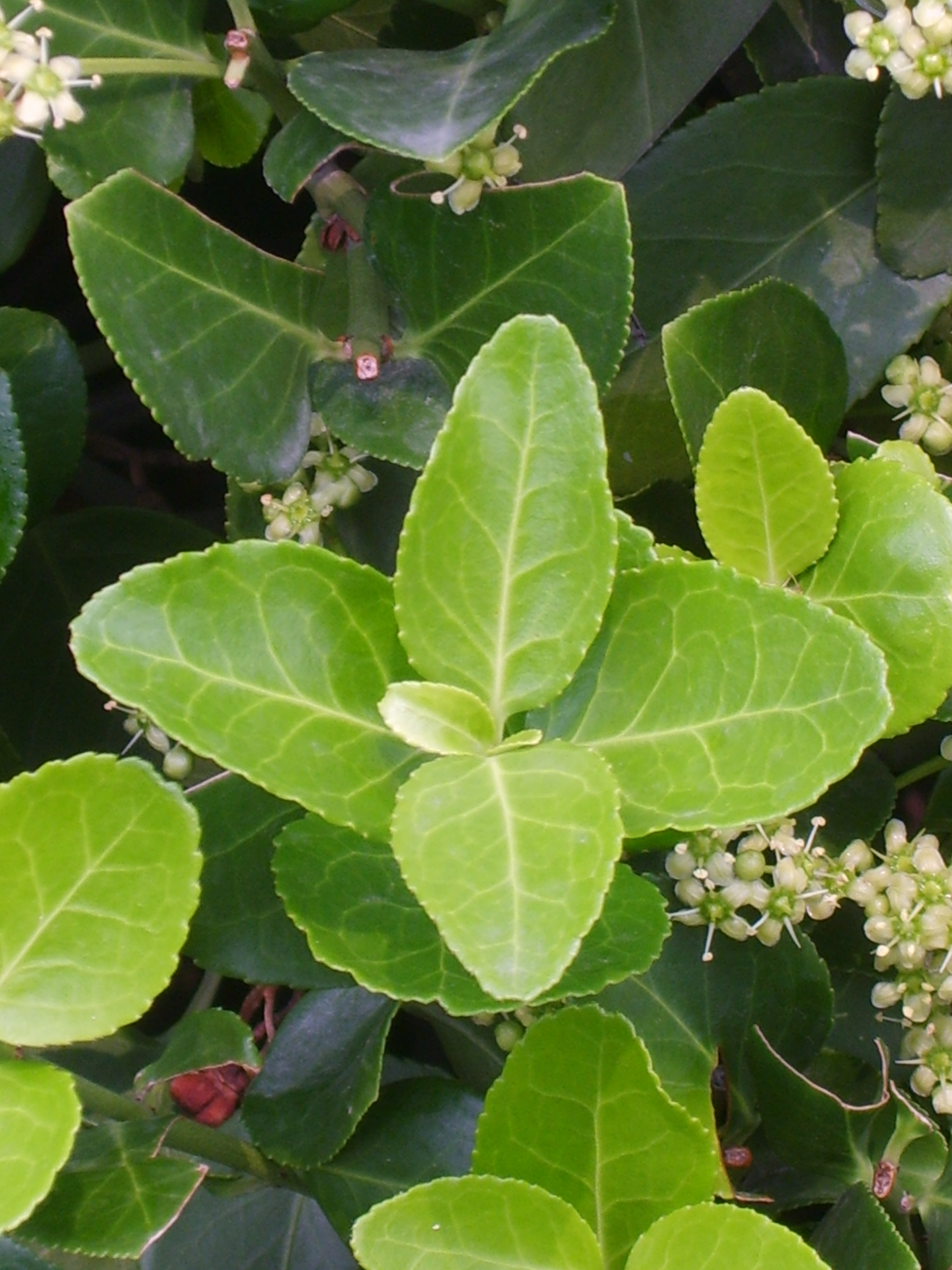
Jeune rameau, juin (Corée)
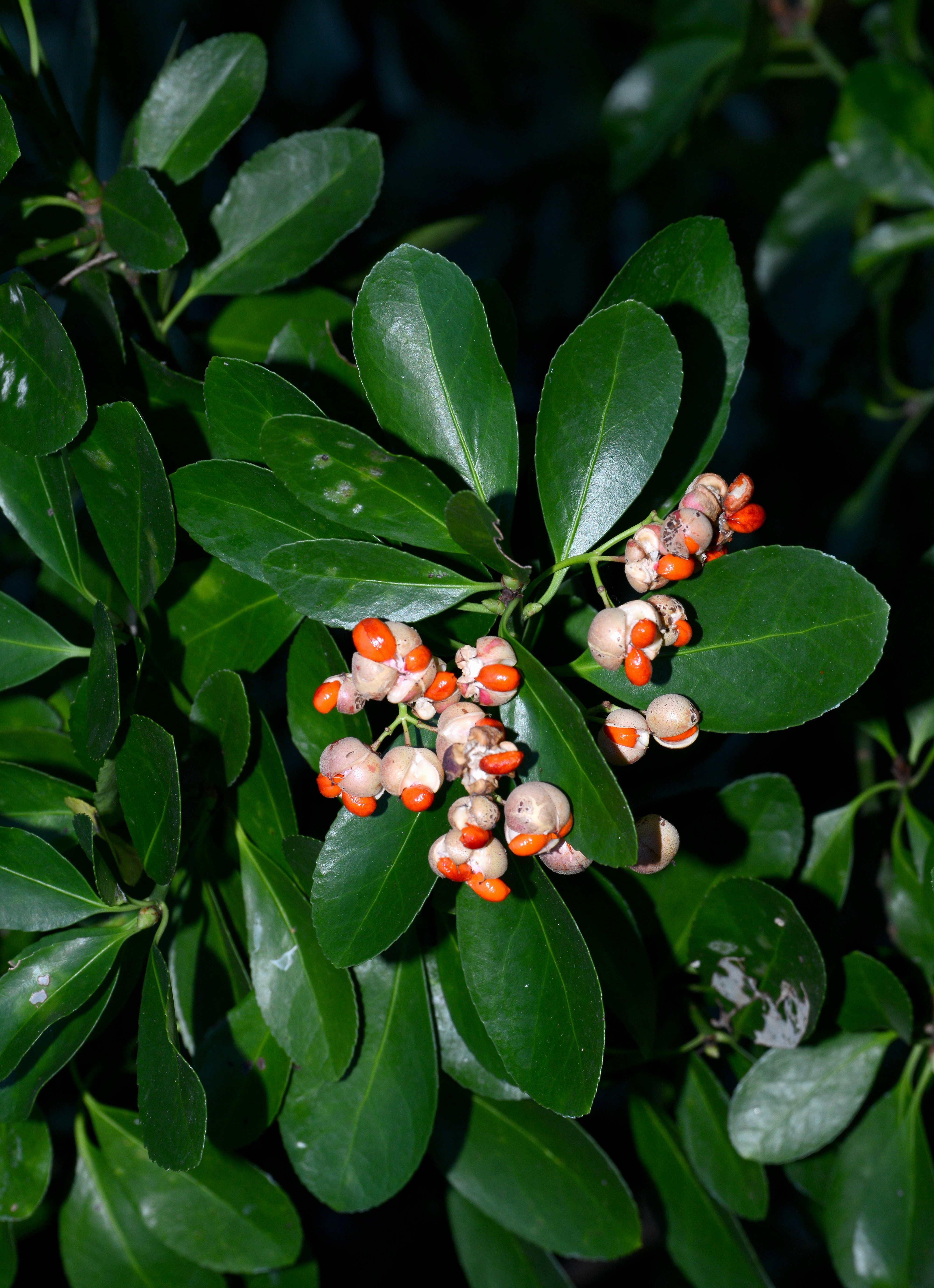
Fruits, décembre
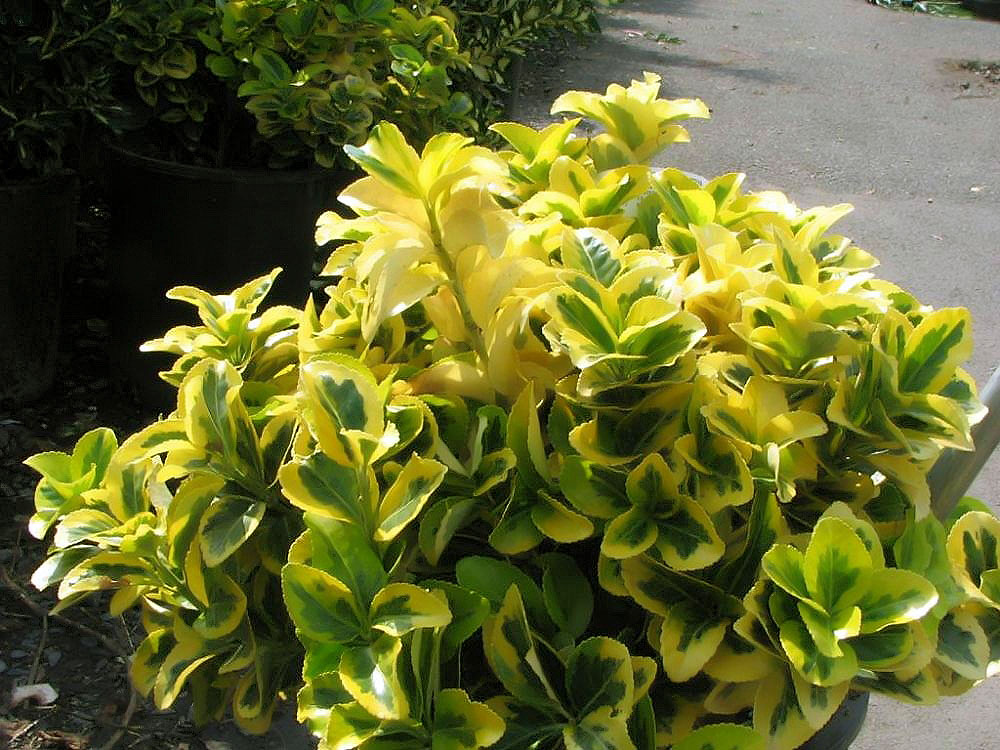
Euonymus japonicus 'Aureo Marginata'
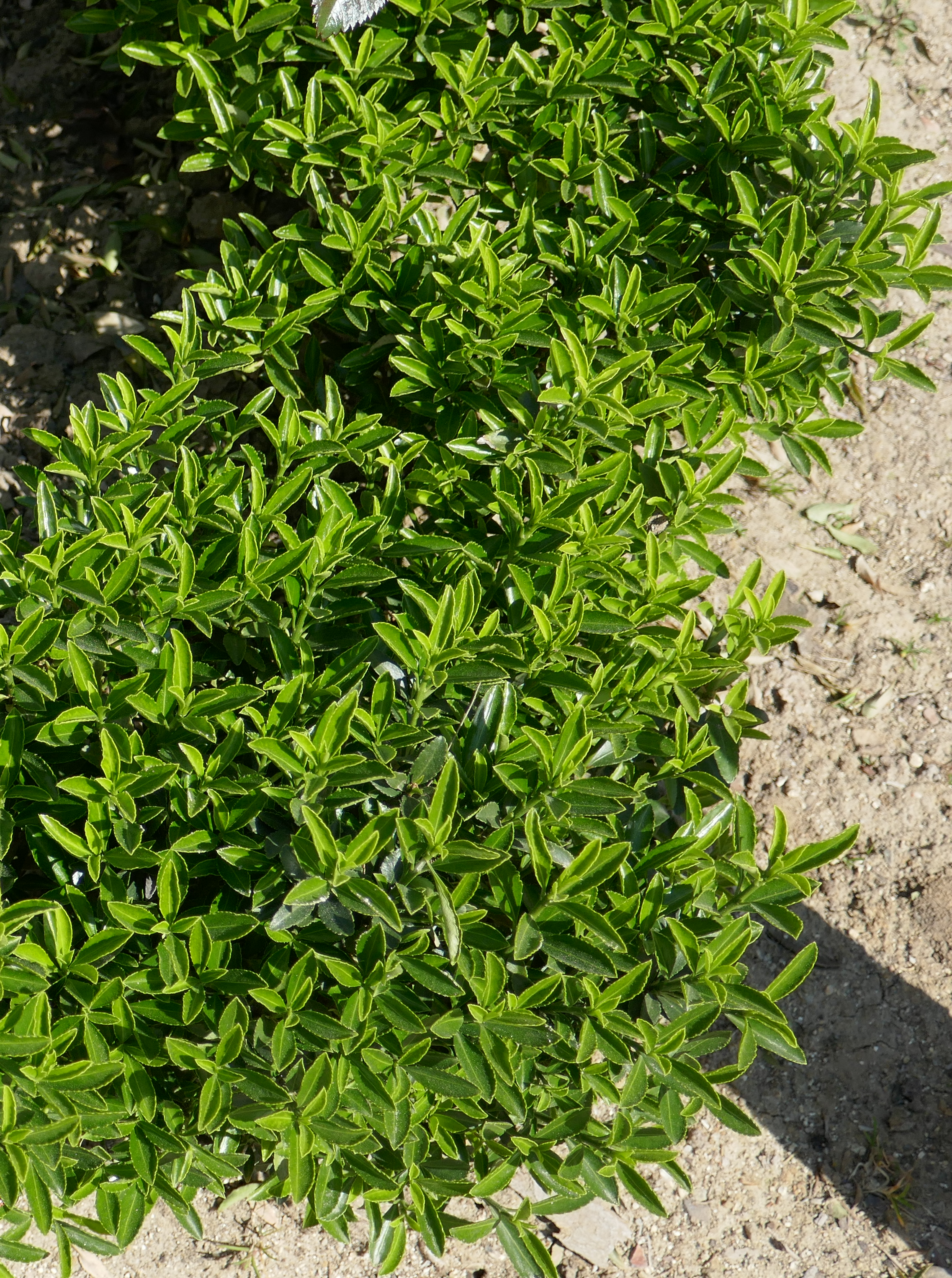
Euonymus japonicus 'Microphyllus', cultivé en remplacement des bordures de buis ravagées par la Pyrale du buis